# 25 mm armata przeciwlotnicza Bofors
Bofors 25 mm – szwedzka automatyczna armata przeciwlotnicza zaprojektowana i produkowana przez firmę Bofors. 

## 25 mm lvakan M/32
W okresie międzywojennym nastąpił gwałtowny rozwój lotnictwa, szczególnie w technice bombardowania nurkowego, która pozwalała trafiać niewielkie cele, jak np. okręty. W związku z tym pojawiło się zapotrzebowanie na szybkostrzelne działko przeciwlotnicze. Zagraniczne typy dział przeciwlotniczych okazały się mało skuteczne i z tego powodu w 1928 roku admiralicja Svenska marinen złożyła zamówienie przedsiębiorstwu Bofors zbudowania prototypu działka przeciwlotniczego o kalibrze 40 mm. Podczas projektowania działka postanowiono zmniejszyć jego kaliber do 25 mm. Pierwszym okrętem, który otrzymał to działko był HSwMS "Sverige", na którym w 1933 roku zamontowano dwie armaty tego typu, umieszczając je na dachu bocznej wieży artyleryjskiej o kalibrze 15 cm. Działka te zastąpiono później dwoma podwójnymi armatami ustanowionymi diagonalnie na platformie przeciwlotniczej.

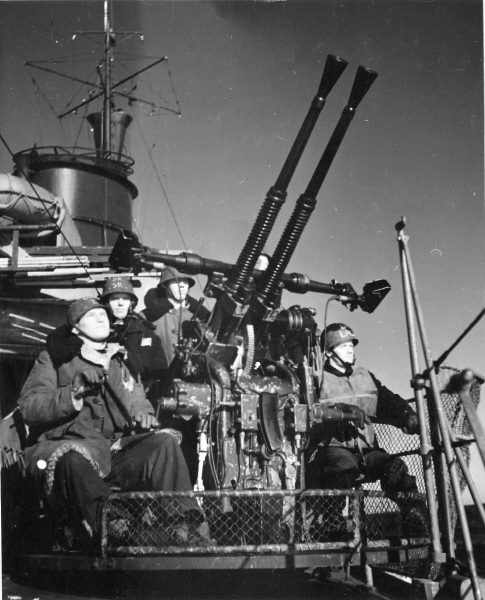
Bofors 25 mm M/32 w wersji podwójnej na pokładzie niszczyciela HMS "Gävle"